# Малый Браталов
Ма́лый Бра́талов (укр. Малий Браталів) — село на Украине, находится в Любарском районе Житомирской области.
Код КОАТУУ — 1823184001. Население по переписи 2001 года составляет 901 человек. Почтовый индекс — 13142. Телефонный код — 4147. Занимает площадь 24,987 км².

## Адрес местного совета
13142, Житомирская область, Любарский р-н, с.Малый Браталов, ул.Школьная, 4